# 古惑丑拍档
《古惑丑拍档》（英語：Turner & Hooch）是一部于1989年上映的美国喜劇電影，由汤姆·汉克斯和狗比斯利主演。莫雷·温宁汉姆, 克雷格·尼尔森和雷金纳德·维尔约翰逊也参演了这部电影。本片由羅傑·史波提斯伍德执导，但原计划由亨利·温克勒执导。该剧由《比佛利山警探》的编剧和执行制片人小丹尼尔·皮特里担任编剧。
试金石影业以100万美元的价格买下了《古惑丑拍档》的剧本，这是当时试金石影业为所有剧本支付的最高价格。

## 演员
- 汤姆·汉克斯 饰演 Detective Scott Turner
- Beasley the Dog 饰演 Hooch
- Mare Winningham 饰演 Dr. Emily Carson
- Craig T. Nelson 饰演 Chief Howard Hyde
- Reginald VelJohnson 饰演 Det. David Sutton
- Scott Paulin 饰演 Zack Gregory
- J. C. Quinn 饰演 Walter Boyett
- John McIntire 饰演 Amos Reed
- David Knell 饰演 Ernie
- Ebbe Roe Smith 饰演 Harley McCabe
- Kevin Scannell 饰演 Jeff Foster
- Joel Bailey 饰演 Ferraday
- Mary McCusker 饰演 Katie
- Ernie Lively 饰演 Motel Clerk
- Clyde Kusatsu 饰演 Kevin Williams
- Elaine Renee Bush 饰演 Store Clerk
- Eda Reiss Merin 饰演 Mrs. Remington